# The Keyman
The Keyman è un film thriller statunitense del 2002, diretto da Daniel Millican.